# باکاری کولیبالی
باکاری کولیبالی (انگلیسی: Bakary Coulibaly؛ زادهٔ ۱۱ آوریل ۱۹۸۴) بازیکن فوتبال اهل مالی است.
وی همچنین در تیم ملی فوتبال مالی بازی کرده است.